# Vertrag von Bangkok
| Vertrag (von)                                                                         | Region                | Unterzeichner/ Ratifikation | Jahr Unterzeichnung/ in Kraft |
| ------------------------------------------------------------------------------------- | --------------------- | --------------------------- | ----------------------------- |
| Antarktisvertrag                                                                      | Antarktis             | 45/45                       | 1959/1961                     |
| Tlatelolco                                                                            | Lateinamerika/Karibik | 33/33                       | 1967/1968                     |
| Rarotonga                                                                             | Südpazifik            | 13/13                       | 1985/1986                     |
| Zwei-plus-Vier-Vertrag                                                                | ehem. DDR und Berlin  | 6/5*                        | 1990/1991                     |
| Atomwaffenfreie Zone Mongolei                                                         | Mongolei              | 1/1                         | 1992/2000                     |
| Bangkok                                                                               | Südostasien           | 10/10                       | 1995/1997                     |
| Pelindaba                                                                             | Afrika                | 53(54)/40                   | 1996/2009                     |
| Semei                                                                                 | Zentralasien          | 5/5                         | 2006/2009                     |
| * von allen noch existenten Vertragsparteien ratifiziert (die DDR bestand nicht mehr) |                       |                             |                               |

Im Vertrag von Bangkok (englisch Treaty on the Southeast Asia Nuclear-Weapon-Free Zone oder Bangkok Treaty) verpflichten sich die ASEAN-Staaten, gegeneinander keine Atomwaffen einzusetzen oder sich mit deren Einsatz zu bedrohen.

## Vorgeschichte
Die Wurzeln für den Bangkok -Vertrag liegen im Wunsch der ASEAN-Staaten, allen politischen, wirtschaftlichen und sicherheitspolitischen Herausforderungen gemeinsam zu begegnen. Dieses Bestreben wurzelt bereits im Kalten Krieg.

## Unterzeichnung

Blau eingefärbt: Die ASEAN-Staaten, gleichzeitig Unterzeichner des Vertrages von Bangkok.

Am 15. Dezember 1995 wurde der Vertrag in Bangkok von den ASEAN-Staaten Brunei, Indonesien, Malaysia, den Philippinen, Singapur, Thailand und Vietnam unterzeichnet. Außerdem unterzeichneten Laos, Kambodscha und Myanmar. Am 28. März 1997 trat der Vertrag endgültig in Kraft.